# Trophis philippinensis
Trophis philippinensis är en mullbärsväxtart som först beskrevs av Bur., och fick sitt nu gällande namn av Edred John Henry Corner. Trophis philippinensis ingår i släktet Trophis och familjen mullbärsväxter. Inga underarter finns listade i Catalogue of Life.